# Richard Harris (acteur)
Richard Harris (Limerick, 1 oktober 1930 – Londen, 25 oktober 2002) was een Ierse zanger en filmacteur.

## Biografie
In zijn jeugd was hij een goed rugbyspeler, speelde zelfs voor de provincie Munster, totdat tuberculose daar een voortijdig eind aan maakte. Toen hij daarvan was genezen, verhuisde hij naar Londen om regisseur te worden, maar hij kon geen goede cursus vinden. Uiteindelijk werd hij aangenomen op de London Academy of Music and Dramatic Art om te leren acteren. Hij kreeg in 1958 zijn eerste filmrol in de film Alive and Kicking.
Hij stond bekend als rokkenjager en drinker en maakte deel uit van een generatie van Brits en Iers talent, waar ook onder anderen Albert Finney, Richard Burton en Peter O'Toole deel van uitmaakten. Hij timmerde tevens als zanger aan de weg en bracht verschillende albums uit. In 1968 scoorde hij een internationale hit met MacArthur Park.
In de films Harry Potter en de Steen der Wijzen en Harry Potter en de Geheime Kamer nam hij de rol van schoolhoofd Albus Perkamentus voor zijn rekening. Kort voor het uitkomen van deze laatste film overleed Harris op 72-jarige leeftijd aan de gevolgen van de ziekte van Hodgkin. Zijn rol in de Harry Potter-reeks werd overgenomen door Michael Gambon.

## Selectefilmografie
- ITV Play of the Week Televisieserie - Michael O'Riordan (Afl., The Iron Harp, 1958)
- ITV Television Playhouse Televisieserie - Dan Galvin (Afl., Rest in Violence, 1958)
- Alive and Kicking (1959) - Lover
- Shake Hands with the Devil (1959) - Terence O'Brien
- The Wreck of the Mary Deare (1959) - tweede officier Higgins
- Armchair Theatre Televisieserie - Rol onbekend (Afl., Come in Razor Red, 1960)
- A Terrible Beauty Televisieserie - Sean Reailly
- The Long and the Short and the Tall (1961) - Korporaal Johnstone
- The Guns of Navarone (1961) - Squadron-leider Howard Barnsby RAAF
- Mutiny on the Bounty (1962) - Zeeman John Mills
- This Sporting Life (1963) - Frank Machin
- The Red Desert (1964) - Corrado Zeller
- The Three Faces (1965) - Robert (Segment 'Gli amanti celebri')
- Major Dundee (1965) - Kapitein Benjamin Tyreen
- The Heroes of Telemark (1965) - Knut Straud
- The Bible: In the Beginning (1966) - Kaïn
- Hawaii (1966) - Kapt. Rafer Hoxworth
- Caprice (1967) - Christopher White
- Camelot (1967) - Koning Arthur
- The Molly Maguires (1970) - Detective James MacParlan/McKenna
- Cromwell (1970) - Oliver Cromwell
- A Man Called Horse (1970) -
- Bloomfield (1971) - Eitan
- David Nixon's Magic Box Televisieserie - Rol onbekend (Episode 3.4, 1971)
- Festival europäischer Schlager (Televisiefilm, 1971) - Zanger
- The Snow Goose (Televisiefilm, 1971) - Philip Rhayadar
- Man in the Wilderness (1971) - Zachary Bass
- The Dave Cash Radio Show Televisieserie - Rol onbekend (Episode 1.2, 1972)
- The Deadly Trackers (1973) - Sheriff Sean Kilpatrick
- 99 and 44/100% Dead (1974) - Harry Crown
- Juggernaut (1974) - Lt. Cmdr. Anthony Fallon
- Echoes of a Summer (1975) - Eugene Striden
- Robin and Marian (1976) - Richard the Lionheart
- The Return of a Man Called Horse (1976) - John Morgan
- The Cassandra Crossing (1976) - Dr. Jonathan Chamberlain
- Gulliver's Travels (1977) - Gulliver
- Orca (1977) - Kapitein Nolan
- Golden Rendezvous (1977) - John Carter
- The Wild Geese (1978) - Kapt. Rafer Janders
- Ravagers (1979) - Falk
- A Game for Vultures (1979) - David Swansey
- The Last Word (1980) - Danny Travis
- Tarzan, the Ape Man (1981) - James Parker
- Your Ticket Is No Longer Valid (1981) - Jason
- Triumphs of a Man Called Horse (1981) - John Morgan - Man Called Horse
- Camelot (Televisiefilm, 1982) - Koning Arthur
- Highpoint (1982) - Lewis Kinney
- Martin's Day (1984) - Martin Steckert
- Maigret (Televisiefilm, 1988) - Jules Maigret
- Strike Commando 2 (1988) - Vic Jenkins
- Mack the Knife (1990) - Mr. Peachum
- King of the Wind (1990) - Koning George II
- The Field (1990) - 'Bull' McCabe
- Patriot Games (1992) - Paddy O'Neil
- Unforgiven (1992) - English Bob
- Wrestling Ernest Hemingway (1993) - Frank
- Silent Tongue (1994) - Prescott Roe
- Abraham (Televisiefilm, 1994) - Abraham
- Cry, the Beloved Country (1995) - James Jarvis
- The Great Kandinsky (Televisiefilm, 1995) - Ernest Kandinsky
- Trojan Eddie (1996) - John Power
- Savage Hearts (1997) - Sir Roger Foxley
- Smilla's Sense of Snow (1997) - Dr. Andreas Tork
- The Hunchback (Televisiefilm, 1997) - Dom Frollo
- This Is the Sea (1997) - Old Man Jacobs
- Upright Affair (1998) - Rol onbekend
- The Barber of Siberia (1998) - Douglas McCraken
- To Walk with Lions (1999) - George Adamson
- Grizzly Falls (1999) - Old Harry
- Gladiator (2000) - Marcus Aurelius
- The Pearl (2001) - Dr. Karl
- Bette Televisieserie - Toneelknecht (Afl., True Story, 2001)
- My Kingdom (2001) - Sandeman
- Harry Potter and the Philosopher's Stone (2001) - Professor Albus Dumbledore (Albus Perkamentus)
- The Count of Monte Cristo (2002) - Abbé Faria
- Harry Potter and the Chamber of Secrets (2002) - Professor Albus Dumbledore (Albus Perkamentus)
- The Apocalypse (Televisiefilm, 2002) - John
- Julius Caesar (Televisiefilm, 2002) - Lucius Cornelius Sulla
- Kaena: The Prophecy (2003) - Opaz (Stem Engelse versie)

## Oscarnominaties
- 1964 - Oscarnominatie voor beste acteur - This Sporting Life
- 1990 - Oscarnominatie voor beste acteur - The Field

## Singles
| Single met eventuele hitnotering(en) in de Nederlandse Top 40 | Datum van verschijnen | Datum van binnenkomst | Hoogste positie | Aantal weken | Opmerkingen |
| ------------------------------------------------------------- | --------------------- | --------------------- | --------------- | ------------ | ----------- |
| MacArthur Park                                                | 1968                  | 20-7-1968             | 12              | 9            |             |
| My boy                                                        | 1971                  | 20-11-1971            | tip             |              |             |

## NPO Radio 2 Top 2000
| Nummer met noteringen in de NPO Radio 2 Top 2000 | '99 | '00 | '01 | '02 | '03 | '04 | '05 | '06 | '07 | '08 | '09 | '10 | '11 | '12 | '13 | '14 | '15  | '16  | '17  | '18  | '19  |
| ------------------------------------------------ | --- | --- | --- | --- | --- | --- | --- | --- | --- | --- | --- | --- | --- | --- | --- | --- | ---- | ---- | ---- | ---- | ---- |
| MacArthur Park                                   | 304 | 441 | 350 | 193 | 334 | 410 | 323 | 391 | 241 | 313 | 564 | 651 | 804 | 550 | 835 | 949 | 1128 | 1631 | 1570 | 1796 | 1696 |

1. ↑  Een vetgedrukt getal geeft de hoogste notering aan.
2. ↑  Deze tabel is bijgewerkt tot en met de laatste editie (2024).

- Bibsys: 4012379
- Biblioteca Nacional de España: XX1297371
- Bibliothèque nationale de France: cb138949964 (data)
- Catàleg d'autoritats de noms i títols de Catalunya: 981058595003306706
- Gemeinsame Normdatei: 118961934
- International Standard Name Identifier: 0000 0001 2148 4807
- Library of Congress Control Number: n88678708
- MusicBrainz: 9a976838-8e77-4065-bdbb-748d17ad773b
- Nationale Bibliotheek van Tsjechië: js20021202012
- Nationale bibliotheek van Australië: 35623531
- Nationale Bibliotheek van Israël: 987007439375005171
- Nationale Bibliotheek van Polen: a0000001277214
- Nederlandse Thesaurus van Auteursnamen: 097897906
- Istituto Centrale per il Catalogo Unico: CFIV036606
- SNAC: w6cc22b3
- Système universitaire de documentation: 066845254
- Trove: 1018790
- Union List of Artist Names: 500346511
- Virtual International Authority File: 115550449
- WorldCat: E39PBJqBmPHw8Jqj9jkjvMdvpP